# كريس إيفانز (لاعب كرة قدم)
كريس إيفانز (بالإنجليزية: Chris Evans)‏ (13 أكتوبر 1962 في المملكة المتحدة - ) هو مدرب كرة قدم ولاعب كرة قدم بريطاني في مركز الدفاع. لعب مع ستوك سيتي ونادي أرسنال ونادي بانغور سيتي ونادي يورك سيتي ودارلينجتون إف سى.

## وصلات خارجية
- كريس إيفانز على موقع قاعدة بيانات كرة القدم.إي يو (الإنجليزية)